# 王舒銳
王舒銳（英語：Ivana Wong，1989年10月30日—），曾為香港無綫電視女藝員，亦曾參與2012年度香港小姐競選，落選後回流美國，後來回港後修讀中大東華社區書院會計學商學副學士學位課程，接下來升讀香港理工大學會計系，當時被同學稱為「理大女神」，其後加入第27期藝員訓練班，畢業後曾參演《愛·回家》飾演朱愛瑪Emma，以及在《安樂蝸》擔任實習主持，現己淡出娛樂圈，轉投金融界。

## 作品

### 電視劇
- 2014 愛·回家 (第一輯)
- 2014 老表，你好hea！
- 2014 使徒行者
- 2014 我們的天空
- 2014 名門暗戰
- 2015 天眼
- 2015 陪著你走
- 2015 張保仔
- 2015 樓奴
- 2015 衝線
- 2015 東坡家事
- 2016 鐵馬戰車
- 2016 公公出宮
- 2016 流氓皇帝
- 2016 殭
- 2016 為食神探
- 2018 波士早晨

### 電視節目
- 安樂蝸
- Y Angle
- 區區有鬼故

## 外部連結
- 2012香港小姐競選 - 王舒銳 Ivana Wong - 佳麗檔案 - tvb.com
- 王舒銳的Facebook專頁
- 王舒銳的Instagram帳戶